# Hoya de Álvarez
Hoya de Álvarez är en ort i Mexiko.   Den ligger i kommunen Valle de Santiago och delstaten Guanajuato, i den centrala delen av landet, 240 km väster om huvudstaden Mexico City. Hoya de Álvarez ligger 1 854 meter över havet och antalet invånare är 140.
Terrängen runt Hoya de Álvarez är kuperad. Runt Hoya de Álvarez är det ganska tätbefolkat, med 108 invånare per kvadratkilometer. Närmaste större samhälle är Valle de Santiago, 7,9 km norr om Hoya de Álvarez. Trakten runt Hoya de Álvarez består till största delen av jordbruksmark.